# RBS Be 4/8 81–89
Die Be 4/8, umgangssprachlich auch Muri-Tram, waren Gelenktriebwagen des Regionalverkehrs Bern–Solothurn (RBS) für die Strecke Bern–Worb Dorf in der Schweiz. Sie wurden 2010 mit einem zusätzlichen niederflurigen Segment zu Zehnachsern des Typs Be 4/10 erweitert und wurden im zweiten Halbjahr 2024 durch die neuen Tramlinks von Bernmobil ersetzt.

## Be 4/8

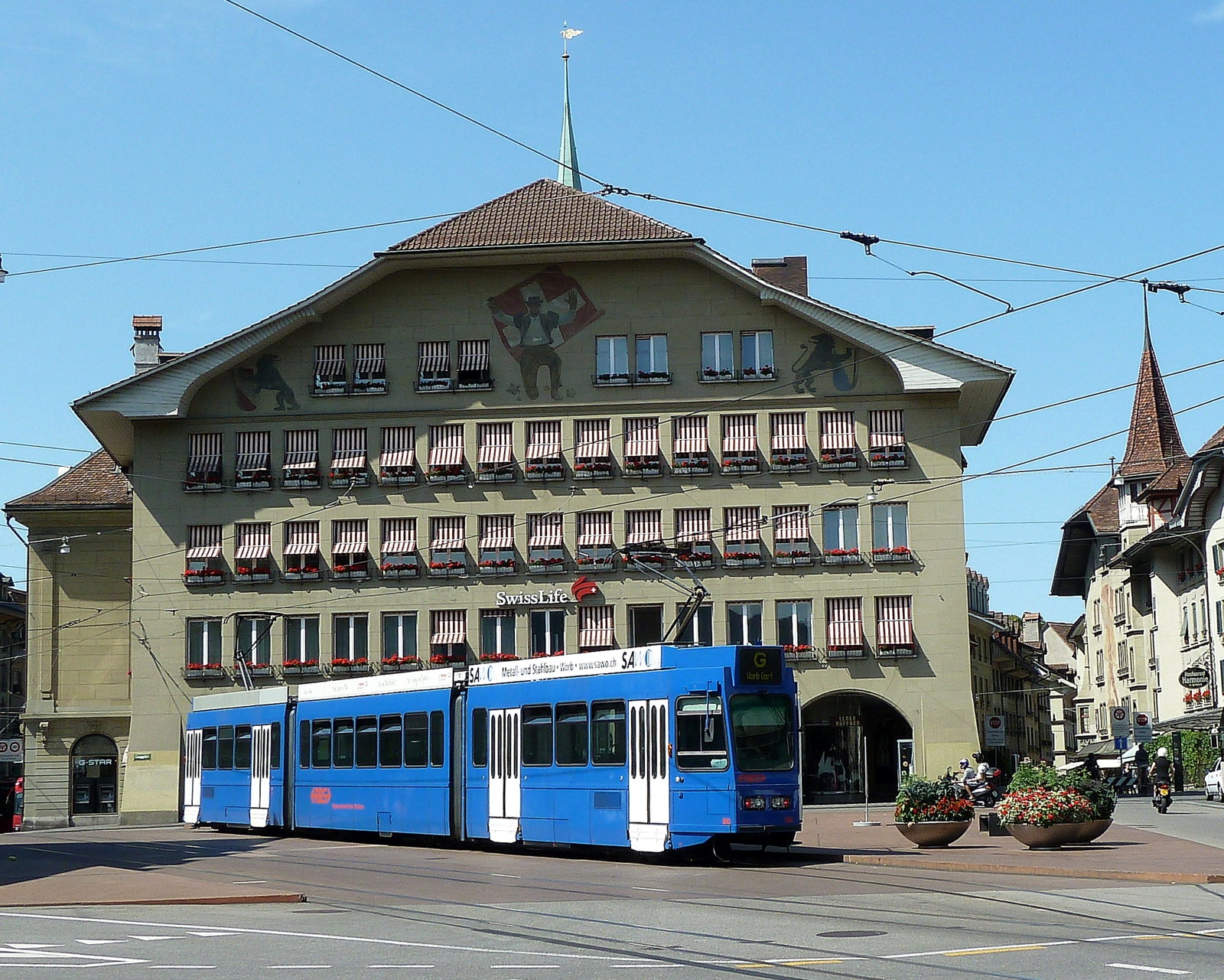
Blauer dreiteiliger Be 4/8 in Bern, 2010

1987 führte der Regionalverkehr Bern–Solothurn (RBS) auf der Linie G Bern–Muri–Worb Dorf einen Tram-ähnlichen Betrieb ein. Dazu wurde die Fahrleitungsspannung derjenigen der Strassenbahn Bern angepasst und neun Zweirichtungsfahrzeuge bestellt. Sie wurden von Schindler Waggon Pratteln (SWP) und von der Schweizerischen Industrie-Gesellschaft (SIG) entworfen und gebaut. Die elektrische Ausrüstung stammt von Asea Brown Boveri (ABB). Seit der 1988 erfolgten Verstärkung der Kirchenfeldbrücke konnten die Be 4/8 auch auf dem Netz städtischen Strassenbahn verkehren.
Die Konstruktion der dreiteiligen Be 4/8 wurde von den zweiteiligen Tram 2000 der Verkehrsbetriebe Zürich abgeleitet. Der Mittelwagen des Be 4/8 ruhte auf zwei Laufdrehgestellen. Die beiden angetriebenen Endwagen verfügten über Türen auf beiden Seiten und waren auf dem Mittelteil aufgesattelt. Der hochflurige Mittelwagen hatte keine Türen und konnte nur über die beiden benachbarten Wagen betreten werden. Die Wagenkästen waren eine leichte Stahlkonstruktion. Eine Geschwindigkeitssteuerung erleichterte die Bedienung der Fahrzeuge.

## Be 4/10

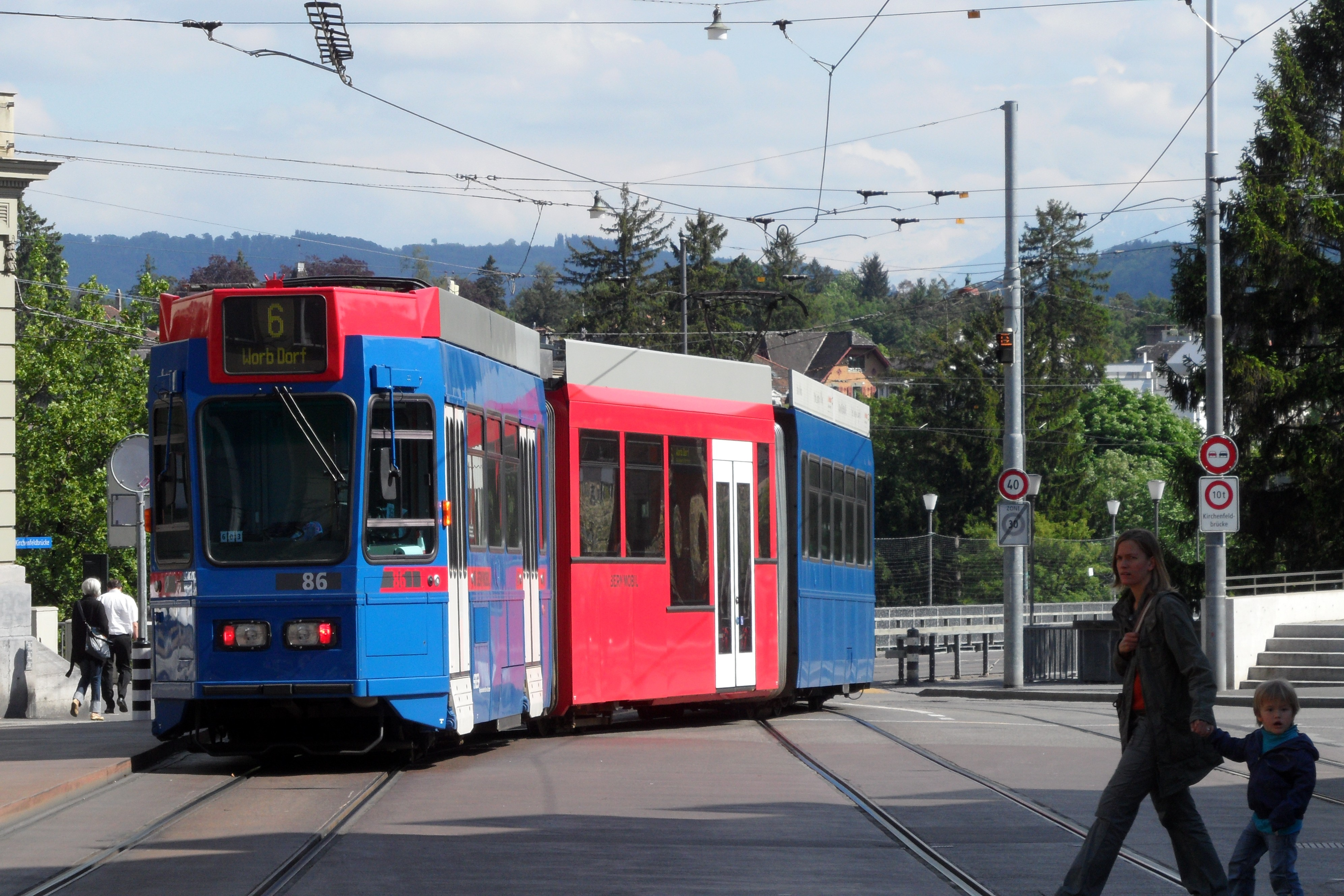
Be 4/10 mit rotem Niederflurteil

Im Jahr 2010 wurden die Be 4/8 zu Be 4/10 umgebaut. Sie erhielten ein Niederflurmittelteil, der in das Tram eingefügt wurde. Mit dieser so genannten „Sänfte“ wurde der Einstieg für Personen mit Kinderwagen oder Rollstuhl-Fahrer erleichtert. Weil die Züge rund sieben Meter länger wurden, konnte zudem die Kapazität gesteigert werden. Hergestellt wurden die neun roten Zwischenwagen von Stadler Altenrhein. Sie verfügten über einen Aluminium-Wagenkasten und ein Laufdrehgestell.
Mit dem Fahrplanwechsel 2010 wurde die RBS-Linie G nach Worb mit der städtischen Tramlinie ins Fischermätteli durchgebunden. Bernmobil betrieb die ganze Linie 6 vorerst mit den Be 4/10 des RBS und eigenen Combinos. Die rote niederflurige „Sänfte“ der Muri-Trams wies auf die neue Betreibergesellschaft hin. Das Kurvenkreischen der Be 4/10 in der Innenstadt und im Fischermätteliquartier führte zu Lärmbelästigungen. Durch neue Radsätze konnte der Lärm der quietschenden Trams weitgehend eliminiert werden. Im zweiten Halbjahr 2024 wurde die gesamte Flotte durch die neuen Tramlinks von Bernmobil ersetzt werden.
Am 20. Juni 2024 war der Be 4/10 83 in eine Kollision mit einem Bagger beim Kocherpark verwickelt. Die Schäden waren so gross, dass er ausgeschlachtet und am 9. und 10. Juli 2024 zum Abbruch zur Firma Thommen in Thörishaus abtransportiert wurde. Die ursprünglich als erste zum Abbruch vorgesehene Nummer 86 konnte deshalb mit einem Triebdrehgestell des Unfallfahrzeugs wieder einsatzfähig gemacht werden. Der Be 4/10 85 wurde im Oktober 2025 abgebrochen, die Be 4/10 81, 82, 84, 86–88 im Dezember 2024 und Januar 2025. Der Be 4/10 wurde ohne Sänfte Ende Januar 2025 an den Verein EW Nostaglie in Biberist abgegeben.

## Trivia

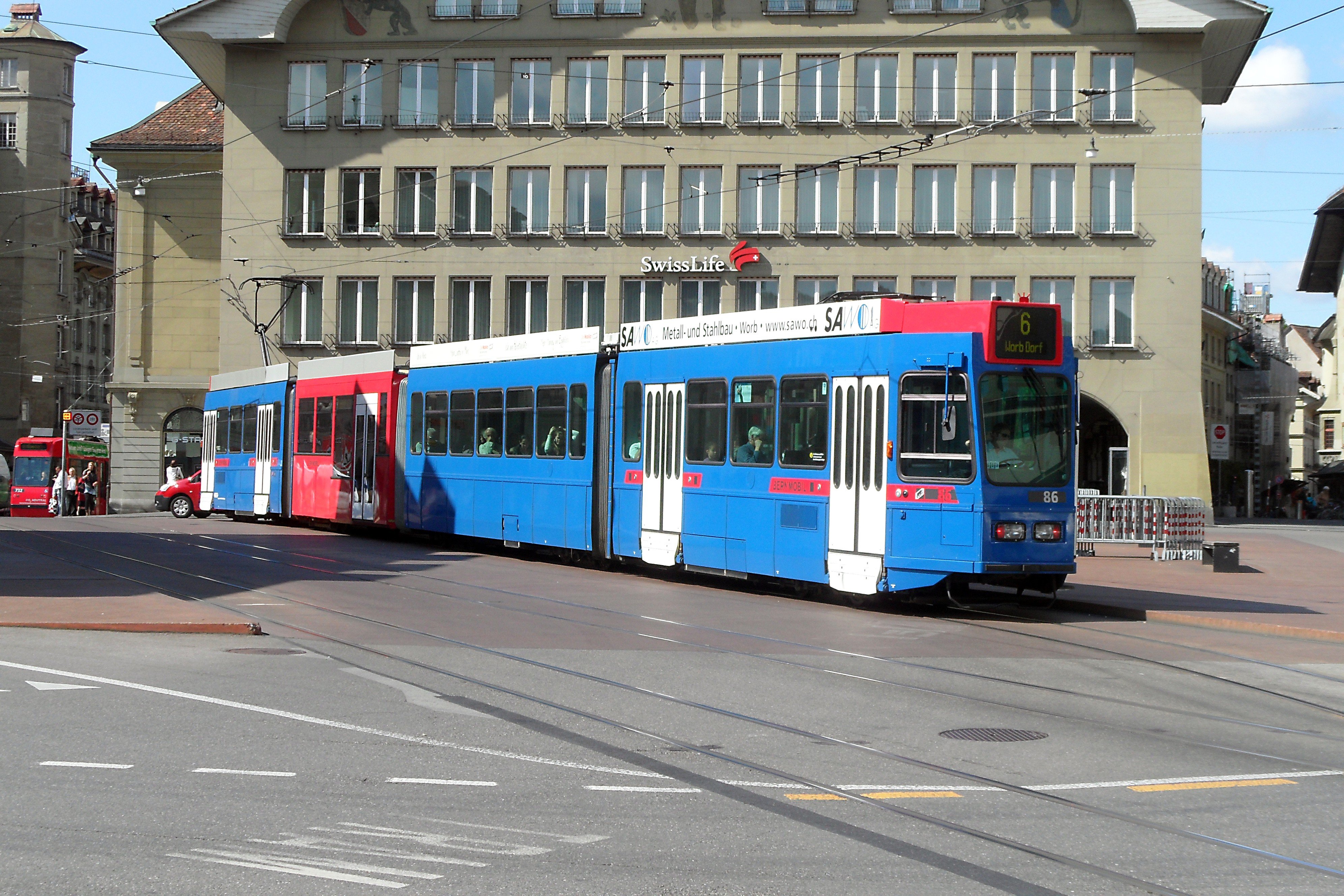
Be 4/10 in der Berner Innenstadt

Wagen 84 wurde auf den Namen Muri/Gümligen getauft.